# Kittipong Wongma
Kittipong Wongma (thailändisch กิตติพงษ์ วงษ์มา, * 14. September 1995 in Surin), auch als X bekannt, ist ein thailändischer Fußballspieler.

## Karriere

### Verein
Kittipong Wongma erlernte das Fußballspielen in der Jugendmannschaft des Drittligisten Sisaket United FC in Sisaket, bei dem er 2014 auch seinen ersten Vertrag unterschrieb. Nach 23 Spielen und neun Toren wechselte er 2015 zum Erstligisten Sisaket FC. 2016 wurde er an den Drittligisten Udon Thani FC ausgeliehen. Mit dem Verein wurde er Meister der North–East–Region. Nach Sukhothai zum Erstligisten Sukhothai FC wechselte er 2018. Für den Club spielte er 18 Mal in der ersten Liga. 2020 unterschrieb er einen Vertrag beim Ligakonkurrenten Nakhon Ratchasima FC in Nakhon Ratchasima. Für Korat absolvierte er sieben Erstligaspiele. 2021 verpflichtete ihn der Udon United FC. Der Verein aus Udon Thani spielte in der dritten Liga, der Thai League 3. Hier trat Udon in der North/Eastern Region an. Am Ende der Saison feierte er mit dem Verein die Meisterschaft. In den Aufstiegsspielen zur zweiten Liga konnte man sich nicht durchsetzen. Nach vier Drittligaspielen wechselte er im Juni 2021 zum Erstligaaufsteiger Nongbua Pitchaya FC. Für den Erstligisten absolvierte er vier Ligaspiele. Der Erstligaabsteiger Suphanburi FC nahm ihn im Juni 2022 unter Vertrag. Für den Zweitligisten aus Suphan BuriSuphanburi bestritt er 63 Ligaspiele. Hierbei erzielte er neun Treffer. Im Sommer 2024 nahm ihn der Zweitligaaufsteiger Mahasarakham FC unter Vertrag. Nach einer Spielzeit, in der er 22 Ligaspiele bestritt, wurde sein Vertrag im Sommer 2025 nicht verlängert. Im Juli 2025 nahm ihn der ebenfalls in der zweiten Liga spielende Sisaket United FC unter Vertrag.

### Nationalmannschaft
Von 2015 bis 2016 spielte Kittipong Wongma einmal in der U-23-Nationalmannschaft.

## Erfolge
Udon Thani FC
- Regional League Division 2 – North–East–Region: 2016

Udon United FC
- Thai League 3 – North/East: 2020/21